# György Kőszegi
György Kőszegi (ur. 12 września 1950 w Nyíregyháza, zm. 13 grudnia 2001 w Tiszaújváros) – węgierski sztangista, srebrny medalista olimpijski z Montrealu.
Igrzyska w Montrealu były jego pierwszym startem olimpijskim. Przegrał tam tylko z Aleksandrem Woroninem ze Związku Radzieckiego, a wyprzedził dwukrotnego medalistę olimpijskiego Irańczykiem Mohammada Nasiriego. Na rozgrywanych cztery lata później igrzyskach w Moskwie wystartował w wadze koguciej, jednak nie został sklasyfikowany po tym jak spalił wszystkie próby w podrzucie. Był też srebrnym medalistą MŚ 1974, MŚ 1976 i MŚ 1977. Na mistrzostwach Europy zdobywał srebro w latach 1973, 1976, 1977 i 1978. Pobił jeden rekord świata.